# Неньга (приток Мезени)
Неньга — река в России, протекает по территории Лешуконского района Архангельской области. Устье реки находится в 324 км от устья Мезени по правому берегу. Длина реки — 19 км.

## Данные водного реестра
По данным государственного водного реестра России относится к Двинско-Печорскому бассейновому округу, водохозяйственный участок реки — Мезень от истока до водомерного поста у деревни Малонисогорская. Речной бассейн реки — Мезень.